# Cipro (estación)
Cipro es una estación de la línea A del Metro de Roma. La estación se sitúa en Vía Cipro junto a la Piazzale degli Eroi, en el Municipio I. La estación es subterránea y posee dos andenes con vías intermedias a estos.
Se encuentra próxima a los Museos Vaticanos, la Iglesia de Santa María delle Grazie al Trionfale, la Piazzale degli Eroi, el Mercato Trionfale y el Ospedale Oftálmico.

## Historia
Estación Cipro fue inaugurada el 29 de mayo de 1999 como parte de la extensión de la línea A del metro desde Ottaviano a Valle Aurelia.
Entre 2007 y 2010, al nombre de la estación se le añadió el sufijo Musei Vaticani, que posteriormente pasó a la estación Ottaviano..